# Ephraim Urbach
Ephraim Elimelech Urbach (אפרים אלימלך אורבך) (geboren am 26. Mai 1912 in Włocławek, Russisches Kaiserreich; gestorben am 2. Juli 1991 in Jerusalem) war ein israelischer Judaist, der ein zweibändiges Standardwerk zur Geschichte, Arbeitsweise und Literatur italienischer und deutscher Talmudkommentatoren (Tosafisten) des 12. bis 14. Jahrhunderts verfasste. Für dieses Werk wurde er mit dem Israel-Preis in der Sektion Jüdische Studien ausgezeichnet.

## Leben
Ephraim Urbach stammte aus einer Familie, die sich dem Strykówer Chassidismus zuordnete. Den Elementarunterricht erhielt er durch Privatlehrer, die sein Vater engagierte. Mit 14 Jahren besuchte er das jüdische Gymnasium von Włocławek und lernte Polnisch, Französisch und Hebräisch. Nachdem er die Schule achtzehnjährig abgeschlossen hatte, trat er 1930 ins Breslauer Rabbinerseminar ein und immatrikulierte sich außerdem an der Universität Breslau (Semitische Sprachen, Geschichte und Philosophie). Anschließend wechselte er an die Universität Rom, wo er 1935 promovierte. Nach seiner Rückkehr nach Breslau war er Dozent am Rabbinerseminar, dessen Arbeit bereits durch die NS-Diktatur eingeschränkt war. Dann erhielt er eine Einladung der Professoren Jaʿaqov Nachum Epstein
(יעקב נחום אפשטיין; 1878–1952) und Simchah Assaf (שמחה אסף; 1889–1953), an der Hebräischen Universität Jerusalem zu unterrichten. 1938 wanderte er ins britische Mandatsgebiet Palästina ein. In den folgenden Jahren wirkte er in verschiedenen Funktionen im Jerusalemer Schulsystem (z. B. als Rektor der Beit ha-Sefer ha-Tichon he-Dati ha-ʿIroni Maʿaleh:28). Als Militärrabbiner der Britischen Armee wurde er während des Zweiten Weltkriegs (1941 bis 1945) in Nordafrika, Libanon, Syrien und Italien eingesetzt. Nach der Staatsgründung 1948 war Urbach im Erziehungs- und Bildungsministerium tätig. Ab 1953 hatte er einen Lehrstuhl für Talmudstudien an der Hebräischen Universität Jerusalem.
1973 trat Urbach gegen Ephraim Katzir, den Kandidaten der regierenden Mapai, bei den Präsidentschaftswahlen in Israel an. Urbach wurde unterstützt von Gachal (Freiheitlich-Liberaler Block) und der Nationalreligiösen Partei. Er erhielt 41 von 116 Stimmen und unterlag Katzir, der 66 Stimmen erhielt.
Von 1980 bis 1986 war Ephraim Urbach Präsident der Israelischen Akademie der Wissenschaften.

## Werk
Urbachs großes Werk über die hochmittelalterlichen Talmudkommentatoren (Tosafisten) stellt die sozialen und wirtschaftlichen Verhältnisse jener jüdischen Gemeinden eingehend dar, für die diese Gelehrten ihre Kommentare verfassten. Auch die Interaktion mit der christlichen Mehrheitsgesellschaft wird von Urbach eingehend untersucht. Darüber hinaus befasste sich Urbach mit liturgischer Dichtung (Pijjut) und verfasste von 1939 bis 1963 eine vierbändige Edition von Abraham ben Azriels Werk Arugat ha-Bosem. 1978 gab er den Sammelmidrasch Pitron Tora heraus.
In seinen späteren Schriften wandte sich Urbach dem antiken und frühmittelalterlichen Judentum zu und untersuchte die Entwicklung der Halacha und die religiösen und ethischen Konzepte, die ihr zugrunde liegen. Die gleiche Methode, die er zum Verständnis der Tosafisten entwickelt hatte, wandte er nun auf die Rabbinen des Talmud an. Er untersuchte, wie sie als Rollenvorbilder und Gemeindeleiter in ihren Gemeinschaften wirkten und mit der nichtjüdischen antiken Umwelt interagierten. Dazu gehörte auch die Auseinandersetzung mit den Kirchenvätern.
In seinen letzten Lebensjahren befasste sich Urbach schwerpunktmäßig mit dem polnischen Judentum vor dem Zweiten Weltkrieg. Es war ihm wichtig, diese Kultur, der er sich selbst zugehörig fühlte und die in der Shoa vernichtet wurde, vor dem Vergessen zu bewahren.

## Veröffentlichungen (Auswahl)
- Aus der Geschichte der Juden in Italien im 18. Jahrhundert. In: Monatsschrift für Geschichte und Wissenschaft des Judentums, Jg. 80 (1936), S. 275–281.
- Die Staatsauffassung des Don Isaak Abrabanel. In: Monatsschrift für Geschichte und Wissenschaft des Judentums, Jg. 81 (1937), S. 257–270.
- The Sages, their Concepts and Beliefs (2 Bände). The Hebrew University Magnes Press, Jerusalem 1975.
- Sefer Pitron Torah: A Collection of Midrashim and Interpretations. The Hebrew University Magnes Press, Jerusalem 5738 [1978], ISBN 965-223-305-6.
- The Halakhah: Its Sources and Development. Massada, Jerusalem 1986.